# Пизонијано
Пизонијано (итал. Pisoniano) је насеље у Италији у округу Рим, региону Лацио.
Према процени из 2011. у насељу је живело 772 становника. Насеље се налази на надморској висини од 547 м.

## Становништво
Према резултатима пописа становништва 2011. у општини је живело 803 становника.
| 1931. | 1936. | 1951. | 1961. | 1971. | 1981. | 1991. | 2001. | 2011. |
| ----- | ----- | ----- | ----- | ----- | ----- | ----- | ----- | ----- |
| 1.985 | 2.001 | 1.863 | 1.511 | 996   | 780   | 810   | 734   | 803   |

## Партнерски градови
- Sannat